# Лира (съзвездие)
Вижте пояснителната страница за други значения на Лира.
Лира е малко съзвездие, известно най-вече с главната си звезда – Вега, една от най-ярките звезди в небето. Лира е едно от 48-те съзвездия, описани от Птолемей в древността, и едно от 88-те съвременни съзвездия, признати от Международния астрономически съюз. Наречено е на древния струнен музикален инструмент.
Вега е част от „Лятно-есенния триъгълник“, тройка ярки звезди, видими през летните и есенните месеци в северното полукълбо. Другите две звезди са съответно Денеб от съзведието Лебед и Алтаир от съзвездието Орел.